# 村田倉夫
村田 倉夫（むらた くらお、1921年（大正10年）1月1日 - 2015年（平成27年）3月21日）は、日本の実業家。京成電鉄第7代社長。

## 来歴・人物
東京府豊多摩郡杉並村（現・東京都杉並区）高円寺に生まれる。
東京府立第二中学校（現東京都立立川高等学校）を経て、1940年東京商科大学（現一橋大学）予科へ。
1942年東京商科大学学部を卒業し、日本興業銀行に入行。翌年応召、東部軍経理部から南支方面へ主計将校として派遣される。
1947年に興銀復帰するが、最初の出向として1953年から1956年、旧中島飛行機グループなど5社が出資し、発足した直後の富士重工業へ。
2度目の出向は1964年、大商証券へ取締役として。ここで玉塚、山叶両證券と3社で合併した新日本証券（現みずほ証券）を発足させる。
1967年、再度興銀に復帰し、人事部長に。1969年取締役人事部長、1971年同業務部長、1972年常務取締役。
1978年6月1日、興銀常務を退任し、京成電鉄に招聘され同社顧問となる。同月30日京成電鉄副社長に就任。社長には運輸官僚の佐藤光夫を担ぎ出し（翌年就任）、ともに経営再建に当たる。
1986年6月27日、京成電鉄代表取締役社長に就任。2代続けて外部招聘の社長就任となった。1989年には累積損失を一掃し、翌1990年には13年振りの復配を果たした。
1992年代表取締役会長、1997年相談役、1999年勲二等瑞宝章）。
2015年3月21日、心不全のため死去。94歳没。叙正四位。